# Кропани (Италия)
Кропани (итал. Cropani) — коммуна в Италии, располагается в регионе Калабрия, в 10 км от моря и в 13 км от Силы. Подчиняется административному центру Катандзаро.
Население составляет 3281 человек, плотность населения составляет 76 чел./км². Занимает площадь 43 км². Почтовый индекс — 88051. Телефонный код — 0961.
Покровителем коммуны почитается святой Себастьян, празднование 20 января.